# Джиммі Джексон (тенісист)
Джиммі Джексон (англ. Jimmy Jackson; нар. 10 травня 1975) — колишній американський тенісист.
Найвищу одиночну позицію світового рейтингу — 602 місце досяг 14 серпня 1995, парну — 592 місце — 12 червня 1995 року.

## Титули на юніорських турнірах Великого шлему

### Парний розряд (1)
| Ранг | Дата                                  | Турнір                           | Покриття                 | Партнер    | Суперники                          | Рахунок       |
| ---- | ------------------------------------- | -------------------------------- | ------------------------ | ---------- | ---------------------------------- | ------------- |
| 1.   | Відкритий чемпіонат США з тенісу 1992 | Відкритий чемпіонат США з тенісу | Корт з твердим покриттям | Ерік Тайно | Марсело Ріос Габрієль Сільберштайн | 6–3, 6–7, 6–4 |